# Valeri Bykovski
Valeri Fiódorovich Bykovski (en ruso: Валерий Фёдорович Быковский; Pavlovski Posad, 2 de agosto de 1934-Moscú, 27 de marzo de 2019) fue un cosmonauta soviético de tres misiones espaciales tripuladas: Vostok 5, Soyuz 22 y Soyuz 31. También elegido como reserva para las misiones Vostok 3 y Soyuz 37.
Entre sus hazañas está el orbitar la Tierra 81 veces, desde 14 de junio hasta el 19 de junio de 1963, con la misión Vostok 5, en la cual estableció el vuelo espacial en solitario más prolongado, récord aún no superado.

## Biografía

### Primeros años
Bykovsky nació en un pueblo cercano a Moscú. Era hijo de Fiódor Fiódorovich Bykovski y Klavdia Ivánova y tenía una hermana llamada Margarita, tres años mayor. Con la edad de cuatro años, su familia sufre el comienzo de la Segunda Guerra Mundial, y se mudaron al pueblo de Kúibyshev a más de 2500 km de la capital. Después a la ciudad de Syzran, a unos 700 km de Moscú, antes de volver a mudarse por tercera vez de nuevo a las proximidades de Moscú.

### Formación
Desde pequeño sentía atracción por los aviones y a los 14 años en 1948, ingresó en la escuela naval de la organización militar-deportiva DOSAAF. Su padre no compartía esta idea y lo impulsó a que se quedara en la escuela civil. Pocos días después asistió a una conferencia ofrecida por las VSS, las Fuerzas Aéreas Soviéticas, que sirvió para motivarse y perseguir su sueño de ser piloto. Empezó las clases de teoría del vuelo a los 16 años en el Club Aéreo de la Ciudad de Moscú. Se graduó en la sexta promoción de la Escuela de Aviación Militar de Formación de Pilotos Primarios (VASHPOL) de la ciudad de Kamenka en 1953, y en la Escuela Militar de Pilotos de Kachinsk en 1955, de la que salió con el grado de teniente. A los 25 años llegó a ser piloto de avión de combate y más tarde fue piloto e instructor de paracaidistas con más de 72 saltos.

### Trayectoria como cosmonauta
En marzo de 1960 y con 26 años, es escogido de miles de pilotos militares de toda la Unión Soviética como parte de una veintena de candidatos a primeros cosmonautas. De esta forma es invitado a iniciar su formación en la Academia Ingenieril Aeronáutico Militar Profesor Zhukovski. 
En enero de 1961 pasa una segunda fase donde solo queda un grupo de seis pilotos, conocido informalmente como 'los seis de vanguardia', del que formaban parte Yuri Gagarin, Guerman Titov, Grigori Nelyubov, Andrián Nikoláyev y Pável Popóvich. De este grupo saldría el primer cosmonauta para la primera misión tripulada de la historia en la misión Vostok 1.

#### Programa Vostok
Sin embargo, Bykovsky en la siguiente fase de selección recibe la nota más baja del grupo, solo por delante de Nelyobov -quien nunca llegaría a volar al espacio-, por lo que es descartado de las primeras misiones del programa Vostok. Durante los meses de entrenamiento, se hizo amigo de Andrián Nikoláyev que sirvió como padrino en la ceremonia de su boda con Valentina Sujova, en el complejo conocido como la Ciudad de las Estrellas. En 1960 había estado cerca de ser descartado al tener un accidente por una caída de la copa de un árbol, al que había trepado después de una apuesta con el propio Nikoláyev y Gueorgui Shonin (otro candidato a cosmonauta). A pesar de todo, en 1962 logró convertirse en el cosmonauta suplente de su amigo Nikoláyev durante la misión Vostok 3. 
A finales de 1961 el Ingeniero Jefe Serguéi Koroliov había decidido enviar una mujer al espacio en la Vostok 6, la última misión Vostok tripulada. Como resultado de esto, para la misión Vostok 5 solo había un asiento disponible para el resto de futuros cosmonautas masculinos que aún no habían viajado al espacio. Tras las últimas pruebas, Bykovsky y Borís Volinov eran los dos finalistas para volar en la misión Vostok 5. El factor decisivo final fue el bajo peso de Bykovsky, 14 kg menos que Volinov. Tenían 28 años, el grado militar de teniente coronel, casado y con un niño de tres años. 
Así el 14 de julio de 1963, Bykovsky pasó a ser el quinto cosmonauta de la URSS y el undécimo de la humanidad, después del lanzamiento exitoso desde el futuro cosmódromo de Baikonur, llamado entonces de Tyura-Tam. Aunque inicialmente estaba previsto que debía permanecer ocho días orbitando la Tierra, con el nombre clave de "Halcón" (en ruso: Ястреб, Yastreb), Bykovsky hizo todo un récord para la época, orbitando en el espacio casi cinco días (4 días 23 horas y 7 minutos). Coincidió también en una órbita próxima, apenas unos pocos kilómetros, con la primera mujer cosmonauta, Valentina Vladímirovna Tereshkova, a bordo del Vostok 6. Durante su órbita a bordo del Vostok 5, Bykovski fue designado miembro del Partido Comunista y, 'por el valor y el heroísmo demostrado durante el vuelo', recibió el título de Héroe de la Unión Soviética.

#### Programa Soyuz
Aunque no se le volvió a asignar en firme ninguna misión tripulada durante muchos años, continuó en el cuerpo de cosmonautas. El 15 de septiembre de 1976 volvió al espacio como comandante junto con el ingeniero de vuelo Vladímir Aksyonov a bordo de la Soyuz 22. La Soyuz 22, originalmente construida como vehículo de reserva para la misión Apolo-Soyuz de 1976,  se empleó como una misión civil en medio de dos misiones Soyuz destinadas a acoplarse con la estación militar Salyut 5 (Almaz OPS-3). La misión duró 7 días, 21 horas y 52 minutos y los dos cosmonautas tomaron más de 2400 fotografías de la Tierra con la cámara de fotos multiespectral MKF-6, construida en colaboración con la República Democrática Alemana.
Dos años después, fue elegido comandante de la Soyuz 31, en su tercera y última misión espacial. Partió al espacio el 26 de agosto de 1978 junto con Sigmund Jähn, el primer cosmonauta alemán. Permanecieron en órbita 7 días, 20 horas y 49 minutos y se acoplaron exitosamente a la estación espacial Salyut 6, donde estaban Vladímir Kovalyonok y Aleksandr Ivanchenkov.
Bykovski fue el comandante de la misión original del Soyuz 2, siendo esta cancelada debido a problemas con el Soyuz 1. Debido a un fallo en el sistema de paracaídas en esa misión, murió Vladímir Komarov. El mismo problema fue encontrado con la cápsula del Soyuz 2. De haber seguido esta misión había fracasado y Bykovski y su tripulación también habían muerto.

### Carrera posterior
Tras esta misión del programa Interkosmos, seguiría formalmente como cosmonauta en varios departamentos del Centro de Entrenamiento de Cosmonautas Gagarin hasta su pase a reserva por edad en 1988. Aún serviría como reserva de Viktor Gorbatkó en la misión Soyuz 37, en la que volaría el astronauta vietnamita Phạm Tuân. Posteriormente vivió dos años en Berlín Este como director de la Casa Soviética de las Ciencias y la Cultura hasta jubilarse en 1990.

## Premios y reconocimientos
Valery Bykovsky fue galardonado como héroe de la Unión Soviética en 1963 con la Orden de Lenin, la Orden de la Estrella Roja y numerosas otras medallas y órdenes extranjeras. 
- Estrella de Oro del Héroe de la Unión Soviética (22 de junio de 1963, 28 de septiembre de 1976)
- Orden de la Amistad (12 de abril de 2011)[8]
- Tres Órdenes de Lenin (22 de junio de 1963, 28 de septiembre de 1976, 10 de septiembre de 1978)
- Orden de la Estrella Roja (17 de junio de 1961)
- Orden de la Bandera Roja del Trabajo (15 de enero de 1976)[8]
- Piloto-Cosmonauta de la URSS[9][8]
- Medalla por el Desarrollo de las Tierras Vírgenes (1963)
- Medallas del 9.º Aniversario.
- Héroe del Trabajo Socialista (Bulgaria, 1963)
- Orden de Gueorgui Dimitrov (Bulgaria, 1963)[8]
- Héroe de la República Democrática Alemana (RDA, 1978)
- Orden de Karl Marx, dos veces (RDA, 1976, 1978)[8]
- Héroe del Trabajo Socialista (Vietnam, 1963)[8]
- Cruz de Grunwald, 1.ª clase (Polonia, 1963)[8]
- Orden de la Estrella de Indonesia, 2.ª clase (1963)
- Medalla por el Fortalecimiento de la Hermandad en Armas (Bulgaria)
- Medalla "25 Años de Poder Popular" (Bulgaria)
- Medalla "Hermandad en Arms", 3.ª clase (RDA)
- Medalla "Hermandad en Arms" (Polonia)
- Medalla de Oro. Academia Tsiolkovski de Ciencias[8]
- Medalla De la Vaulx (FAI).[10]